# André Colbert
Pour les autres membres de la famille, voir Famille Colbert.
André Colbert (~1648 - 1704) est un prélat français du XVIIe siècle et du début du XVIIIe siècle, évêque d'Auxerre de 1676 à sa mort.

## Famille
André est le fils de Charles Colbert de Saint-Mars, président du présidial de Reims et de Marguerite de Mesvilliers. Il est le cousin germain et l'élève de Nicolas Colbert, son prédécesseur à l'évêché d'Auxerre, et le cousin germain du ministre Jean-Baptiste Colbert. 

## Biographie
Il naît en 1647 à Reims. Il devient chanoine de Reims en 1663 et est reçu docteur en Sorbonne le 5 novembre 1669. Son cousin Nicolas Colbert, 101e évêque d'Auxerre (1672-1676), l'appelle à ses côtés, lui donne un canonicat à la collégiale Saint-Pierre-et-Saint-Paul d'Appoigny puis le nomme archidiacre d'Auxerre. André Colbert se distingue par des prêches remarqués dans les paroisses de Molesmes et de Treigny. En 1675 le clergé d'Auxerre l'élit pour son représentant et député à l'assemblée provinciale de Sens.

### Nomination à l'évêché d'Auxerre
Pierre de Broc, évêque d'Auxerre 1640-1671, avait nommé Charles Testu de Pierre-Basse (du diocèse d'Angers), fils de sa sœur jumelle Antoinette de Broc, à la fonction de vicaire général ; auparavant Charles Testu avait été élu doyen du chapitre - seulement deux semaines après avoir été nommé sous-diacre et chanoine. Quand Nicolas Colbert meurt le 7 juillet 1671, Charles Testu se met sur les rangs pour lui succéder. Mais la renommée grandissante d'André Colbert et, argument imparable, le soutien tout-puissant de son oncle le ministre Colbert, font prévaloir André. En 1676 Louis XIV le nomme évêque d'Auxerre mais grève l'évêché de plusieurs pensions dont l'une de 1 500 livres pour l'abbé Baluze, conservateur de la bibliothèque Colbertine,.

### L'épiscopat
Le premier problème auquel se heurte André Colbert est l'activité du chapitre pendant la vacance, qui a duré cinq ans. En vertu de la régale, les chanoines ont exercé leur droit d'administration pendant ce laps de temps. Ils ont entre autres nommé trois économes, ce qui déplaît à André Colbert qui veut nommer à ce poste son protégé et hommes d'affaires Maître Panier. Colbert fait signifier au chapitre que le roi l'a pourvu, lui André Colbert, de l'économat. Le chapitre lui en fait des reproches. Colbert, qui avait auparavant ordonné à Me Panier de ne pas faire de vexations aux chanoines, se fâche et tranche l'affaire en obtenant deux lettres de cachet. Me Panier rejoint l'économat du chapitre.
Il attend jusqu'en 1678 la bulle papale confirmant son poste à Auxerre, résidant à Paris, à la Sorbonne. Pendant ce temps des vicaires généraux gouvernent le diocèse. Quand la bulle papale arrive enfin, il est sacré le 18 juillet 1678 dans la chapelle de la Sorbonne par l'archevêque de Paris.
En 1680 il confie la direction de son séminaire aux lazaristes, leur assure un traitement sur les décimes du diocèse et fonde deux bourses pour de pauvres clercs. Il dédie l'église paroissiale de Saint-Pierre en 1685, arrête dans l'assemblée de 1695 les statuts synodaux. André Colbert fait aussi travailler au palais épiscopal et embellit considérablement son château de Régennes. Un arrêt qu'il obtient en 1693 contre les entreprises des chanoines, le met en discorde avec eux. Il est le créateur de la Confrérie de Saint-Vincent de Pouilly-sur-Loire, le 28 novembre 1697. Bien en cour, mais mal en province, selon Armand Jean, il participe à l'Assemblée du clergé de 1681 et à l'Assemblée extraordinaire de l'année suivante.
Les revenus de la collégiale de Saint-Laurent-lès-Cosne étant très modiques à cette époque, déjà en 1640 Pierre de Broc en avait supprimé deux prébendes pour n'en laisser que dix ; André Colbert supprime encore deux prébendes le 1er juillet 1683.
En 1699, alors qu'il visite son diocèse pour la dernière fois, il donne de nouveaux statuts aux quatre religieux restants de cette abbaye qui se sont fort éloignés de la règle et de la discipline. Cette même année 1699 il tonsure Jean Lebeuf, âgé de 12 ans et futur illustre historien du diocèse et de ses environs.
Il meurt le 19 juillet 1704 au château de Régennes.